# Кущ, Анастасия
Анастаси́я Кущ (пол. Anastazja Kuś; род. 11 мая 2007, Ольштын) — польская легкоатлетка, специализирующаяся в беге на короткие дистанции. Участница летних Олимпийских игр 2024 года.

## Биография
Дочь футболиста Марчина Куща. Занималась художественной гимнастикой и теннисом, а затем перешла в лёгкую атлетику.
В 2023 году побила свои личные рекорды на дистанциях 100, 200 и 400 метров на юношеском чемпионате Польши. Она выиграла золотую медаль на Европейском юношеском олимпийском фестивале 2023 года в Мариборе. В том же году участвовала на юниорском чемпионате Европы по лёгкой атлетике.
В феврале 2024 года Кущ завоевала золотую медаль на чемпионате Польши среди взрослых в помещении в смешанной эстафете 4x400 метров. Затем она установила национальный рекорд до 18 лет, показав время 54,15 секунды. В июле выиграла юношеский чемпионат Европы в Люблине, установив время 52,68 секунды. 
Она вошла в состав сборной на летние Олимпийские игры 2024 года. В соревнованиях по бегу в эстафете 4×400 метров в составе женской четвёрки. По итогам забега польские спортсменки в финал не попали, заняв 6-е место в квалификационном забеге.